# Đorđe Vujadinović
Đorđe Vujadinović (srbskou cyrilicí: Ђорђе Вујадиновић; 29. listopadu 1909 Smederevo – 5. října 1990 Bělehrad) byl srbský fotbalista, útočník, který reprezentoval Jugoslávii. Za její reprezentaci nastoupil ve 44 utkáních, v nichž dal 18. gólů. Získal s ní i bronzovou medaili na prvním mistrovství světa v Uruguayi roku 1930. Na šampionátu vstřelil i dvě branky, v zápase ve skupině do sítě Bolívie (čímž přispěl k vítězství Jugoslávie 4:0) a v semifinále do sítě Uruguaye, čímž ale nezabránil vysoké porážce svého týmu 1:6.
Na klubové úrovni působil dlouhá léta (1928–1940) v klubu OFK Bělehrad (tehdy nesoucí název BSK Bělehrad), v jehož dresu nastřílel 332 branek ve 441 mistrovských utkáních. Získal s ním pět titulů mistra Jugoslávie (1930/31, 1932/33, 1934/35, 1935/36, 1938/39). Dvakrát se stal nejlepším střelcem jugoslávské ligy (1929, 1930/31). V závěru kariéry přestoupil do menšího bělehradského klubu FK Voždovac, působil zde v letech 1940–1947. Poté se stal trenérem, dvakrát vedl svůj mateřský klub OFK (1960–1961, 1973–1976) a též jugoslávskou jednadvacítku (1963–1965).
Zejména v závěru kariéry byl přezdíván "létající fotbalista" (leteći fudbaler), neboť vedle fotbalu vykonával své civilní povolání v bance, díky čemuž nemohl na venkovní zápasy jezdit s ostatními hráči autokarem, ale vždy na místo utkání vyrážel až po práci letadlem.